# Incidente aereo di Castelpagano
L'incidente aereo di Castelpagano di Apricena è un disastro aviatorio verificatosi il 5 novembre 2022 nella frazione di Castelpagano, nel comune di Apricena.

## L'incidente
L’incidente ha coinvolto un elicottero Agusta A109E Power impegnato nel volo di linea tra le Isole Tremiti e Foggia, l'elicottero era decollato alle 09.20 dall'eliporto di San Domino, con condizioni meteo non ottimali ma buona visibilità.

## Le indagini
L'Agenzia nazionale per la sicurezza del volo (ANSV) ha disposto l’apertura di un’inchiesta e l’invio di un team di investigatori sul luogo dell’incidente. A complicare le indagini il fatto che a bordo dell'elicottero non vi erano scatole nere, non obbligatorie per la normativa vigente ai tempi dell'incidente.

## Le vittime
Nello schianto hanno perso la vita tutti gli occupanti del velivolo: i piloti Alidaunia Luigi Ippolito (60 anni) e Andrea Nardelli (39 anni), Maurizio De Girolamo, medico del 118 appena smontato dal servizio (64 anni), i passeggeri Bostjan Rigler (54 anni); Jon Rigler (14 anni); MatejaCurk Rigler (44 anni); Liza Rigler (13 anni).